# فیرخو ۱۳۰۸۴
سیارک ۱۳۰۸۴ (به انگلیسی: 13084 Virchow، نامگذاری:1992GC8) سیزده هزار و هشتاد و چهارمین سیارک کشف شده‌است که در ۲ آوریل ۱۹۹۲ کشف شد.
قدر مطلق سیارک برابر ۱۳٫۹۰ است.